# Werner Kuhn (politique)
Pour les articles homonymes, voir Werner Kuhn et Kuhn.
Werner Kuhn est un député européen allemand né le 19 mai 1955 à Zingst. Il est membre de l'Union chrétienne-démocrate d'Allemagne (CDU).

## Biographie
Ingénieur de profession, il est membre de la CDU depuis 1992 après avoir rejoint le Nouveau Forum en 1989, au moment de la chute du Mur de Berlin.
Il est élu député au Bundestag lors des élections fédérales de 1994 et y siège jusqu'en 1998. Il y siège à nouveau de  2001 à 2005.
Il est élu député européen lors des élections européennes de 2009 et réélu en 2014. Au Parlement européen, il siège au sein du groupe du Parti populaire européen.